# Autorretrato como tahitiana
Autorretrato como Taitiana é uma pintura a óleo da artista indo-húngara Amrita Sher-Gil, criada em 1934. Está, atualmente, no Museu de Arte Kiran Nadar, Índia.